# Lijst van rijksmonumenten in Hoogeveen (plaats)
De plaats Hoogeveen telt 19 inschrijvingen in het rijksmonumentenregister. Hieronder een overzicht. 
| Object                                                     | Oorspronkelijke functie?  | Bouwjaar                                                      | Architect                                          | Locatie                | Coördinaten?                  | Nr.?   | Afbeelding                                                 |
| ---------------------------------------------------------- | ------------------------- | ------------------------------------------------------------- | -------------------------------------------------- | ---------------------- | ----------------------------- | ------ | ---------------------------------------------------------- |
| Huis met duivengaten                                       | Woonhuis                  | eind 17e eeuw                                                 |                                                    | Alteveerstraat 1       | 52° 43' 13" NB, 6° 28' 41" OL | 22252  | Meer afbeeldingen                                          |
| De Haven                                                   | Woonhuis                  | mog. late 18e eeuw (kern) ca. 1850 (huidige vorm)             |                                                    | Van Echtenstraat 37-39 | 52° 43' 31" NB, 6° 28' 53" OL | 22253  | Meer afbeeldingen                                          |
| De Zwaluw                                                  | Industrie- en poldermolen | 1834 1947 (herst.) 1960-'61 (rest.) 1980 (rest.) 1999 (rest.) | J.D. Medendorp (1980)                              | Van Echtenstraat 47    | 52° 43' 31" NB, 6° 28' 57" OL | 22254  | Meer afbeeldingen                                          |
| Hervormde kerk (Grote Kerk)                                | Kerk en kerkonderdeel     | 1652-'64 1766 (uitbr.) 1801 en 1804 (uitbr.) 1967-'69 (rest.) | H.C. Dekker (1801, 1804) P.L. de Vrieze (1967-'69) | Grote Kerkstraat 40    | 52° 43' 33" NB, 6° 28' 50" OL | 22255  | Meer afbeeldingen                                          |
| 't Olde Schippershuus                                      | Boerderij                 | 17e eeuw (kern) 1882 (verb.)                                  | H.E. Hoegsma (1882)                                | Hoofdstraat 254        | 52° 43' 14" NB, 6° 28' 39" OL | 22256  | Meer afbeeldingen                                          |
| Huis met puntgevel                                         | Boerderij                 | 1703                                                          |                                                    | Schutstraat 8          | 52° 43' 14" NB, 6° 28' 38" OL | 22257  | Meer afbeeldingen                                          |
| De Schutse (voorm. synagoge)                               | Kerk en kerkonderdeel     | 1865-'66                                                      |                                                    | Schutstraat 147        | 52° 43' 10" NB, 6° 28' 17" OL | 22258  | Meer afbeeldingen                                          |
| Voorm. scheepsjagerswoning                                 | Woonhuis                  | 19e eeuw                                                      |                                                    | Zuidwoldigerweg 23     | 52° 43' 6" NB, 6° 27' 26" OL  | 22259  | Meer afbeeldingen                                          |
| Voorm. scheepsjagerswoning                                 | Woonhuis                  | 19e eeuw                                                      |                                                    | Zuidwoldigerweg 25     | 52° 42' 46" NB, 6° 26' 10" OL | 22260  | Meer afbeeldingen                                          |
| Vliegtuigloods                                             | Transport                 | 1937 2000 (herb. op huidige locatie)                          | J.A. Brinkman en L.C. van der Vlugt                | Lindberghstraat 4      | 52° 43' 57" NB, 6° 31' 23" OL | 480818 | Vliegtuigloods                                             |
| Gereformeerde kerk (vrijgemaakt)                           | Kerk en kerkonderdeel     | 1933                                                          | D. van Dijk                                        | Bentinckslaan 78       | 52° 43' 27" NB, 6° 29' 13" OL | 507296 | Gereformeerde kerk (vrijgemaakt)                           |
| Slijterij in door de Art Nouveau beïnvloede stijl          | Winkel                    | 1912                                                          | J. Carmiggelt                                      | Brinkstraat 22         | 52° 43' 49" NB, 6° 28' 37" OL | 507297 | Meer afbeeldingen                                          |
| Dubbel woonhuis met Art Nouveau-elementen                  | Woonhuis                  | 1904                                                          | G. Hofman                                          | Brinkstraat 32-34      | 52° 43' 46" NB, 6° 28' 38" OL | 507298 | Meer afbeeldingen                                          |
| Herenhuis in neoclassicistische stijl                      | Woonhuis                  | 1881                                                          | H.E. Hoegsma                                       | Hoofdstraat 5          | 52° 43' 43" NB, 6° 28' 40" OL | 507299 | Herenhuis in neoclassicistische stijl                      |
| Woonhuis in eclectische stijl                              | Woonhuis                  | 1878                                                          | H.E. Hoegsma                                       | Hoofdstraat 11         | 52° 43' 40" NB, 6° 28' 40" OL | 507300 | Woonhuis in eclectische stijl                              |
| Woonhuis in eclectische stijl met neorenaissance-elementen | Woonhuis                  | 1902                                                          | J. Carmiggelt                                      | Hoofdstraat 24         | 52° 43' 42" NB, 6° 28' 38" OL | 507301 | Woonhuis in eclectische stijl met neorenaissance-elementen |
| Voorm. marechausseekazerne                                 | Overheidsgebouw           | ca. 1930                                                      |                                                    | Pesserstraat 21-27a    | 52° 44' 2" NB, 6° 28' 33" OL  | 507302 | Marechausseekazerne Voorm. marechausseekazerne             |
| 't Huis Venendal                                           | Woonhuis                  | mog. 1653 1888 (verb.)                                        |                                                    | Hoofdstraat 9          | 52° 43' 41" NB, 6° 28' 40" OL | 507303 | Meer afbeeldingen                                          |
| Gemeentehuis in de stijl van de Delftse School             | Bestuursgebouw en onderdl | 1940                                                          | C.J. Blaauw                                        | Raadhuisplein 1-3      | 52° 43' 34" NB, 6° 28' 29" OL | 507304 | Meer afbeeldingen                                          |